# کوه‌های ژیگولی
کوه‌های ژیگولی (روسی: Жигулëвские горы) یک رشته‌کوه در استان سامارای کشور روسیه است.